# 李朝军
李朝军（1963年—），男，加拿大化学家，麦吉尔大学教授，加拿大皇家科学院院士，发展中国家科学院院士，中国化学会会士。